# Plantage (Bayreuth)
Plantage ist ein Gemeindeteil der kreisfreien Stadt Bayreuth im bayerischen Regierungsbezirk Oberfranken. Plantage liegt in der Gemarkung Oberkonnersreuth.

## Geografie
Die Einöde liegt auf freier Flur nördlich des Aubachs. In der Nähe steht eine Linde, die als Naturdenkmal ausgezeichnet ist. Ein Anliegerweg führt 350 Meter nordwestlich zur Fürsetzer Straße.

## Geschichte
Von 1797 bis 1810 unterstand der Ort dem Justiz- und Kammeramt Bayreuth. Mit dem Gemeindeedikt wurde Plantage dem 1812 gebildeten Steuerdistrikt Oberkonnersreuth und der zugleich gebildeten Ruralgemeinde Oberkonnersreuth zugewiesen. Am 1. Januar 1972 wurde Plantage im Zuge der Gebietsreform in Bayern nach Bayreuth eingemeindet.

### Einwohnerentwicklung
| Jahr      | 001822 | 001861 | 001871 | 001885 | 001900 | 001925 | 001950 | 001961 | 001970 | 001987 |
| Einwohner | 4      | 4      | 3      | 3      | 4      | 5      | 2      | 0      | 0      | 0      |
| Häuser    | 1      |        |        | 1      | 1      | 1      | 1      | 1      |        | 1      |
| Quelle    | [ 5 ]  | [ 7 ]  | [ 8 ]  | [ 9 ]  | [ 10 ] | [ 11 ] | [ 12 ] | [ 13 ] | [ 14 ] | [ 1 ]  |

## Religion
Plantage ist evangelisch-lutherisch geprägt und war ursprünglich nach Heilig Dreifaltigkeit (Bayreuth) gepfarrt. Seit der ersten Hälfte des 20. Jahrhunderts ist die Pfarrei St. Johannis zuständig.